# Dianké
Dianké is een gemeente (commune) in de regio Timboektoe in Mali. De gemeente telt 10.500 inwoners (2009).